# Antonín z Thurn-Valsassiny
Antonín Maria Josef hrabě z Thurn-Valsássina-Como-Vercelli (německy Anton Maria Joseph Graf von Thurn-Valsássina-Como-Vercelli, 19. září 1723 – 25. ledna 1806, Holešov) byl rakouský šlechtic z rodu Thurn-Valsassina, generál a dvořan. Od mládí sloužil v armádě a jako důstojník se vyznamenal během sedmileté války. Později řadu let působil ve dvorských službách Leopolda II., nakonec byl nejvyšším hofmistrem císařovny Marie Ludoviky (1790–1792). Mimo aktivní službu dosáhl v armádě nakonec hodnosti polního zbrojmistra (1792), byl též rytířem Řádu zlatého rouna (1782).

## Životopis
Pocházel ze starého šlechtického rodu Thurnů, narodil se jako třetí a nejmladší syn hraběte Jana Zikmunda z Thurn-Valsássiny (1687–1732), matka Marie Anna (1681–1740) pocházela z rodu Oettingen-Wallersteinů. 
Od mládí sloužil v armádě a v hodnostech rychle postupoval za sedmileté války. V roce 1759 byl povýšen na majora a stal se pobočníkem maršála Dauna, o rok později dosáhl hodnosti podplukovníka a od roku 1761 byl jako plukovník pobočníkem prince Alberta Sasko-Těšínského. 
Po skončení sedmileté války byl jmenován tajným radou (1764) a poté povýšen na generálmajora (1765). Spolu se starším bratrem Františkem přesídlil do Toskánska, kde působil ve službách arcivévody Leopolda (jako toskánský velkovévoda Leopold I.) Po smrti bratra Františka se stal Leopoldovým nejvyšším hofmistrem (1766–1790). O rok později se navíc oženil s vdovou po starším bratrovi, baronkou Gabrielou von Reischach, manželství ale zůstalo bez potomstva. 
V roce 1767 byl povýšen do hodnosti polního podmaršála a v roce 1782 obdržel Řád zlatého rouna. Když po smrti Josefa II. přesídlil Leopold jako nový císař do Vídně, Antonín Thurn jej následoval a v letech 1790–1792 vykonával funkci nejvyššího hofmistra císařovny Marie Ludoviky. Po nástupu Františka II. na trůn byl propuštěn do penze s titulární hodností polního zbrojmistra (1792).
V archivu Thurn-Valsássinů na rodovém sídle Bleiburg je dochována Antonínova bohatá korespondence s Leopoldem II., jeho manželkou a dalšími členy rodu Habsburků.